# Franz Falke (Politiker)

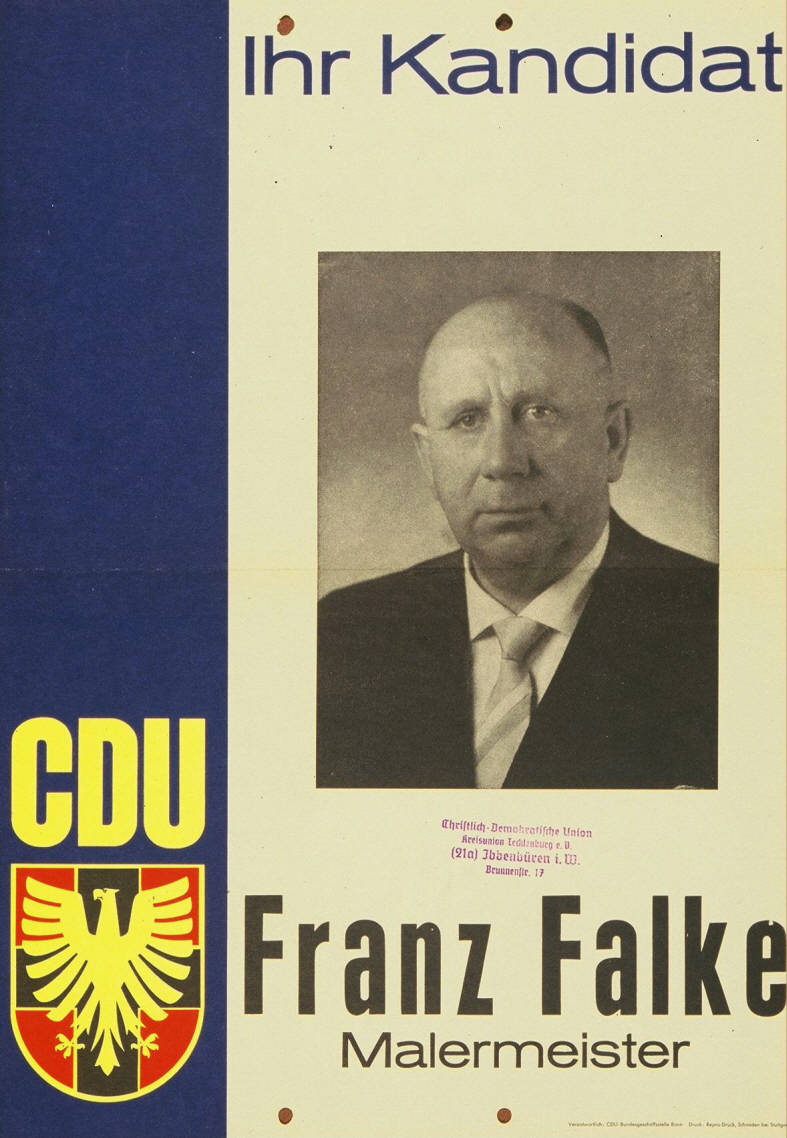
Franz Falke auf einem Wahlplakat zur Bundestagswahl 1961

Franz Falke (* 22. März 1909 in Ascheberg; † 9. Dezember 1994 in Ibbenbüren) war ein deutscher Politiker (CDU).

## Leben und Beruf
Nach dem Besuch der Volksschule und dem Progymnasium absolvierte Falke eine Ausbildung zum Maler, die er mit der Gesellenprüfung abschloss. Anschließend arbeitete er bis 1932 als Malergeselle und bestand dann die Prüfung zum Malermeister. Von 1935 bis 1940 war er Geschäftsführer eines Malerbetriebes. Er nahm von 1940 bis 1945 als Soldat am Zweiten Weltkrieg teil und wurde in Frankreich und Russland eingesetzt. Zuletzt geriet er in US-amerikanische Gefangenschaft, aus der er nach drei Monaten entlassen wurde.
Falke war nach 1945 erneut in seinem erlernten Beruf tätig und wurde Mitinhaber eines Malermeisterbetriebes. Nebenberuflich verdingte er sich als Fachlehrer an der Kreisberufsschule in Ibbenbüren sowie als Fachberater in der Malerinnung.

## Partei
Falke war seit 1945 Mitglied der CDU.

## Abgeordneter
Falke war seit 1946 Ratsmitglied der Stadt Ibbenbüren. Dem Deutschen Bundestag gehörte er von 1961 bis 1965 sowie vom 27. Juli 1967, als er für den verstorbenen Abgeordneten Theodor Mengelkamp nachrückte, bis 1969 an. Von 1961 bis 1965 vertrat er im Parlament den Wahlkreis Steinfurt – Tecklenburg.

## Öffentliche Ämter
Falke amtierte von 1960 bis 1964 als Bürgermeister der Stadt Ibbenbüren.

## Ehrungen
- 1976: Verdienstkreuz am Bande der Bundesrepublik Deutschland